# Spelaeoniscidae
Spelaeoniscidae es una familia de crustáceos isópodos. Sus 20 especies reconocidas se distribuyen por el Magreb y algunas islas del Mediterráneo occidental, como Baleares, Sicilia o Malta.

## Géneros
Se reconocen los 3 siguientes:
- Albertosphoera Caruso & Lombardo, 1983 (1 especie)
- Atlantoniscus Vandel, 1959 (1 especie)
- Barbarosphoera Vandel, 1948 (1 especie)
- Desertosphoera Vandel, 1948 (1 especie)
- Maghreboniscus Vandel, 1959 (3 especies)
- Spelaeoniscus Racovitza, 1907 (12 especies)
- Triceratosphoera Caruso & Lombardo, 1978 (1 especie)